# Mats Andersson (matematiker)
Mats Erik Lennart Andersson, född 27 juli 1957 i Göteborg, är en svensk matematiker.
Andersson disputerade 1984 vid Göteborgs universitet med avhandlingen Solution formulas for the Cauchy-Riemann and Poincaré-Lelong equations in several variables. På senare år har han framför allt ägnat sig åt att studera multivariabel residykalkyl och dess tillämpningar på frågeställningar inom kommutativ algebra. Han belönades 1994 med Svenska matematikersamfundets Wallenbergpris, och är sedan 1999 verksam som professor vid Chalmers tekniska högskola.
Vid sidan av forskning i matematik är Mats Andersson även intresserad av pedagogiska frågor och skolfrågor. Åren 2011-2013 var Mats Andersson ordförande i Svenska matematikersamfundet.